# Sally Field

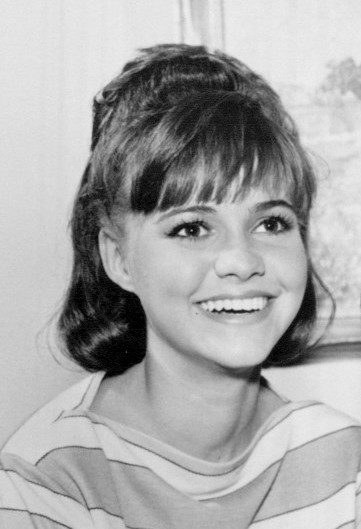
Sally Field în 1966

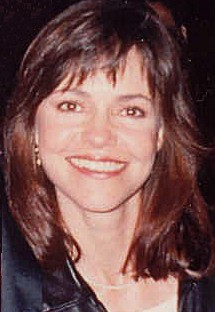
Sally Field în 1990

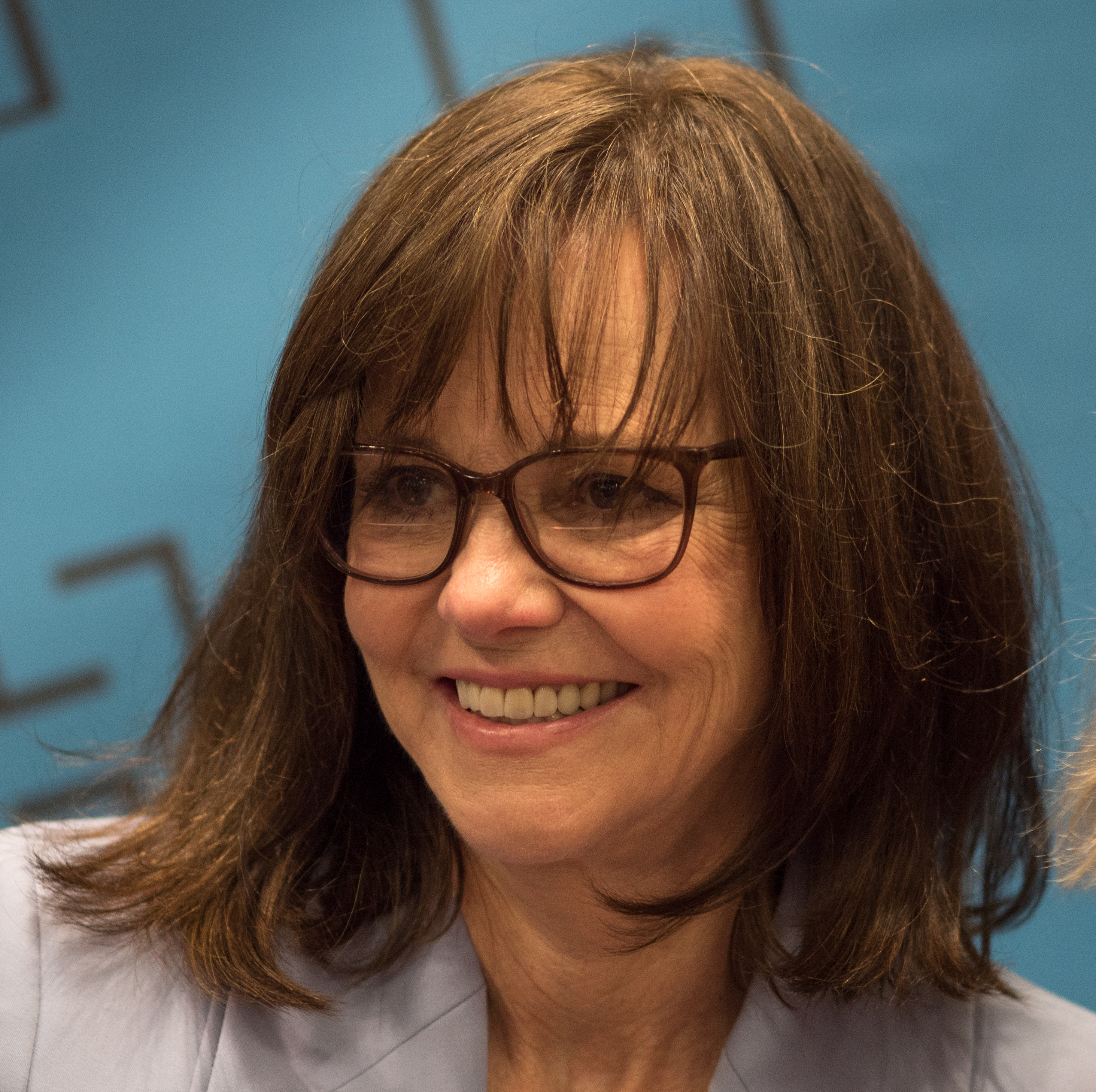
Sally Field în 2018

Sally Field (n. 6 noiembrie 1946, Pasadena, California, SUA) este o actriță americană de film laureată a premiilor Oscar și Globul de Aur. Se afirmă în anii 1970 în roluri de femei independente și hotărâte, puse la încercare de viața dură. 

## Filmografie

### Actriță
- 1962 Un tipo lunatico (Moon Pilot), regia James Neilson
- 1967 Drumul spre vest (The Way West), regia Andrew V. McLaglen
- 1972 Dorință mortală (Home for the Holidays)
- 1976 Moștenitorul din Alabama (Stay Hungry), regia Bob Rafelson
- 1977 Sokey și banditul (Smokey and the Bandit), regia Hal Needham
- 1977 După Vietnam (Heroes), regia Jeremy Kagan
- 1978 Sfârșitul (The End), regia Burt Reynolds
- 1978 Cascadorul Hooper (Hooper), regia Hal Needham
- 1979 Norma Rae, regia Martin Ritt
- 1979 Noi aventuri pe vasul Poseidon (Beyond the Poseidon Adventure), regia Irwin Allen
- 1980 Una canaglia a tutto gas (Smokey and the Bandit II), regia Hal Needham
- 1981 La drum (Back Roads), regia Martin Ritt
- 1981 Fără răutate (Absence of Malice), regia Sydney Pollack
- 1982 Kiss Me Goodbye (Kiss Me Goodbye), regia Robert Mulligan
- 1984 Locuri în inimă (Places in the Heart), regia Robert Benton
- 1985 O dragoste târzie (Murphy's Romance), regia Martin Ritt
- 1988 Predarea (Surrender), regia Jerry Belson
- 1988 Poanta (Punchline), regia David Seltzer
- 1989 Magnolii de oțel (Steel Magnolias), regia Herbert Ross
- 1990 Nu fără fiica mea (Not Without My Daughter), regia Brian Gilbert
- 1991 Bolle di sapone (Soapdish), regia Michael Hoffman
- 1993 Dna. Doubtfire, tăticul nostru trăsnit (Mrs. Doubtfire), regia Chris Columbus
- 1994 Forrest Gump, regia Robert Zemeckis
- 1996 Ochi pentru ochi (Eye for an Eye), regia John Schlesinger
- 2000 Qui dove batte il cuore (Where the Heart Is), regia Matt Williams
- 2001 Spune dacă nu-i așa (Say It Isn't So), regia James B. Rogers
- 2003 Blonda de la drept 2 (Legally Blonde 2: Red, White & Blonde)
- 2006 Due settimane - Two Weeks (Two Weeks), regia Steve Stockman
- 2012 The Amazing Spider-Man, regia Marc Webb
- 2012 Lincoln, regia Steven Spielberg
- 2014 The Amazing Spider-Man 2 - Il potere di Electro (The Amazing Spider-Man 2), regia Marc Webb
- 2015 Hello, My Name Is Doris, regia Michael Showalter

### Regie
- 1996 Pomul de Crăciun (The Christmas Tree) - film TV
- 1998 De la Pământ la Lună (From the Earth to the Moon) - miniserie TV
- 2000 Beautiful - Una vita da miss (Beautiful)